# Xã Charlotte, Quận Bates, Missouri
Xã Charlotte (tiếng Anh: Charlotte Township) là một xã thuộc quận Bates, tiểu bang Missouri, Hoa Kỳ. Năm 2010, dân số của xã này là 357 người.